# فرانسيسكو غامبورينا
فرانسيسكو غامبورينا (بالإسبانية: Francisco Gamborena) مواليد 14 مارس 1901 في إرون - الوفاة 30 يوليو 1982 في سان سيباستيان، كان لاعب كرة قدم إسباني كان يلعب كلاعب وسط. لعب لنادي ريال يونيون، ودرب عدة أندية من الفترة ما بين 1939 حتى 1950.

## المسيرة الاحترافية

### أندية لعب لها
- ريال يونيون

## روابط خارجية
- فرانسيسكو غامبورينا على موقع الاتحاد الدولي (مؤرشف)  (الإنجليزية)
- فرانسيسكو غامبورينا على موقع قاعدة بيانات كرة القدم.إي يو (الإنجليزية)
- فرانسيسكو غامبورينا على موقع ناشيونال فوتبول تيمز (الإنجليزية)
- فرانسيسكو غامبورينا على موقع أوليمبيديا (الإنجليزية)